# Druk United FC
Druk United FC is een voetbalclub uit Thimphu, Bhutan.
Druk United FC speelt in de A-Divisie en is eenmalig kampioen van Bhutan. De ploeg speelt in het Changlimithangstadion.

## Erelijst
- Bhutan Premier League : 2014 (1x)
- Bhutan A-Division : 2014 (1x)

BFF Academy U-19 · Paro FC · Phuentsholing United · Royal Thimphu College FC · Tensung · Thimphu City · Transport United · Tsirang FC